# Bundesstraße 173
Die Bundesstraße 173 (Abkürzung: B 173) ist eine deutsche Bundesstraße in den Freistaaten Bayern und Sachsen.

## Geschichte
Die B 173 entspricht in ihrem Verlauf zwischen Hof und Zwickau weitgehend der alten Via Imperii. Weiter nach Dresden folgt sie weitgehend der historischen Frankenstraße, die ab Dresden in östlicher Richtung der B 6, in Richtung Oberlausitz und weiter nach Schlesien führte.
Spätestens seit den obersächsischen Stadtgründungen im 12. Jahrhundert und für die Erreichbarkeit der damaligen Reichsstadt Chemnitz spielte dieser Weg, der aus der Main-Region den Gebirgsknoten (Frankenwald, Fichtelgebirge, Erzgebirge) überwand, das Vogtland erschloss und als Handels- und später als Poststraße diente, eine wesentliche Rolle. Er verbindet viele wichtige Übergänge über Flüsse, die im Fichtelgebirge und Erzgebirge entspringen.
Die Straßenführung diente als von Nordost nach Südwest verlaufender Abschnitt der Wege der Jakobspilger, wenn auch mit geringerer Bedeutung als andere Wege.
1718 legte Adam Friedrich Zürner seine „Neue Chursächsische Post-Charte“ vor. Im Ergebnis dieser Vermessung wurden ab 1721 die steinernen sogenannten Kursächsischen Postmeilensäulen in den sächsischen Städten auch entlang dieser Wegeführung errichtet. Allein Freiberg verfügt heute noch über drei solcher Postmeilensäulen.
Im Rahmen der Industrialisierung bis zum Zweiten Weltkrieg hatte der Weg große Bedeutung als Straße, die die fränkischen Städte mit den im Süden Sachsens gelegenen Industriezentren verband.
Die Reichsstraße 173 führte ursprünglich nur von Bamberg bis Hof. Die Strecke von Hof bis Zwickau war vor 1937 Teilstück der R 2, die Strecke von Chemnitz bis Dresden Teilstück der R 7. Nach dem Zweiten Weltkrieg wurde sie in Franken zwischen Bamberg und Lichtenfels etappenweise zu einer Gelben Autobahn ausgebaut. An der bayerisch-sächsischen Grenze war die Verbindung während der deutschen Teilung unterbrochen. Bis zur Fertigstellung des heutigen Autobahndreiecks Bayerisches Vogtland im Jahr 1966 wurde die B 173 als Umfahrungsstrecke genutzt, um die A 72 an die A 9 anzubinden.
Der vierspurig ausgebaute Abschnitt der B 173 zwischen dem Autobahnkreuz Bamberg und der Anschlussstelle Lichtenfels wurde zum 1. Januar 2008 zur Autobahn hochgestuft und ist nun Teil der Bundesautobahn 73. Seitdem beginnt die Bundesstraße in Lichtenfels; bis zum Ausbau war die Kreuzung mit der B 4 nördlich von Breitengüßbach der ursprüngliche Anfangspunkt. Seit der Hochstufung zur Autobahn ist die Lkw-Maut fällig; somit kann die Strecke nicht mehr als „Mautausweichstrecke“ genützt werden.
Mitte 2008 wurde ein neues, vierstreifig ausgebautes Teilstück der B 173 zwischen der Anschlussstelle Dresden-Gorbitz (A 17) und Gorbitz freigegeben. Seit dem 6. Mai 2009 wurde eine vierstreifige Umfahrung von Kesselsdorf gebaut und die anschließende Trasse nach Grumbach auf einen neuen Verlauf verlegt. Die endgültige Freigabe der Ortsumgehung Kesselsdorf erfolgte am 5. Juli 2011. Die Bewohner der Stadt Flöha bemühten sich erfolgreich um eine Veränderung der verkehrlichen Situation respektive um eine Entlastung vom Durchgangsverkehr. Mit dem offiziellen Baubeginn am 6. Oktober 2008 begann die Umverlegung der B 173 sowie der S 223.
Zum 1. Januar 2016 wurden die Abschnitte zwischen Reichenbach und der Autobahnauffahrt Plauen-Ost und zwischen der Autobahnauffahrt Pirk und der Landesgrenze Sachsen/Bayern zu Kreisstraßen herabgestuft.

## Verlauf

### Bayern

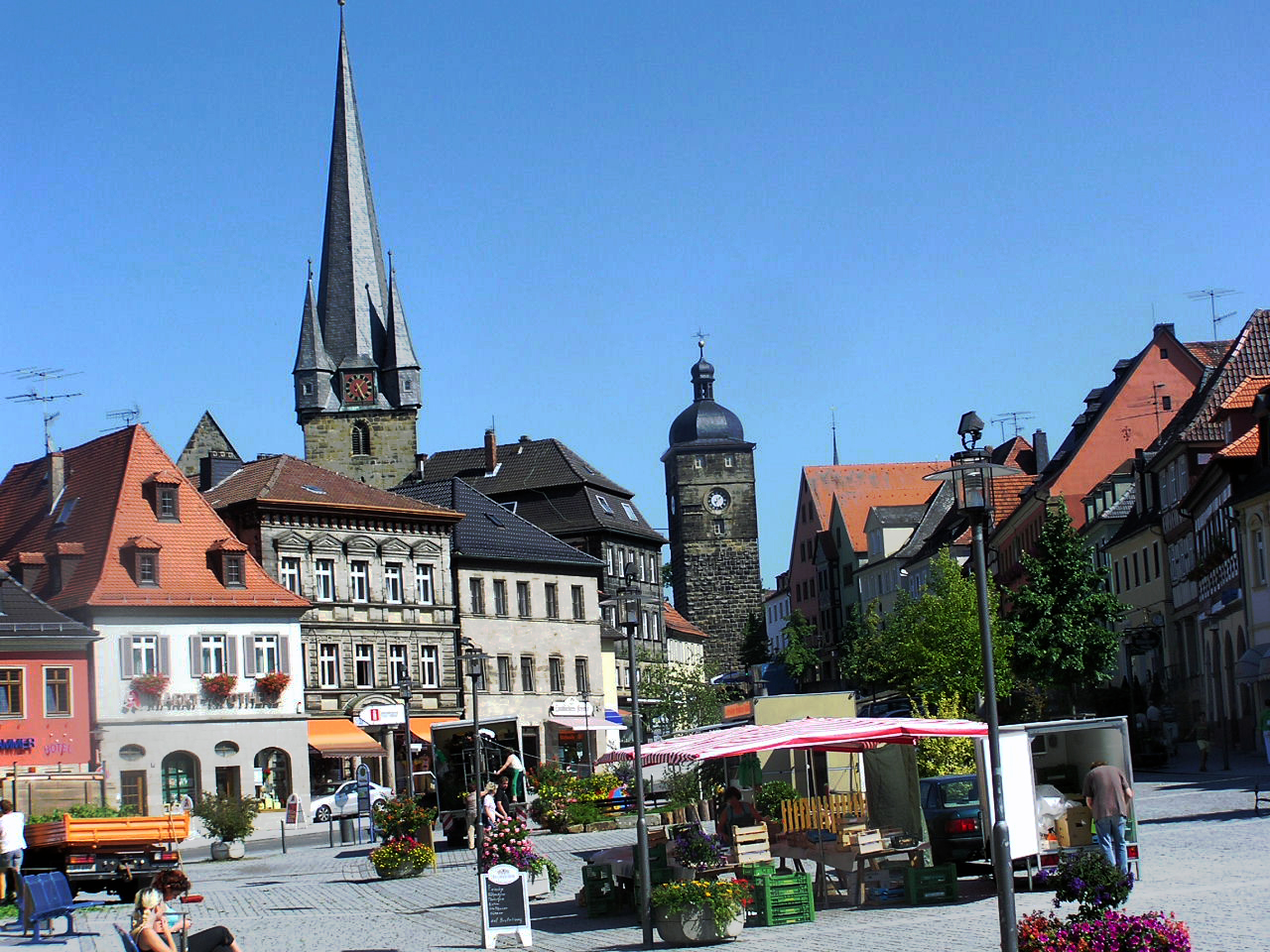
Lichtenfelser Marktplatz mit katholischer Stadtpfarrkirche und Oberem Tor

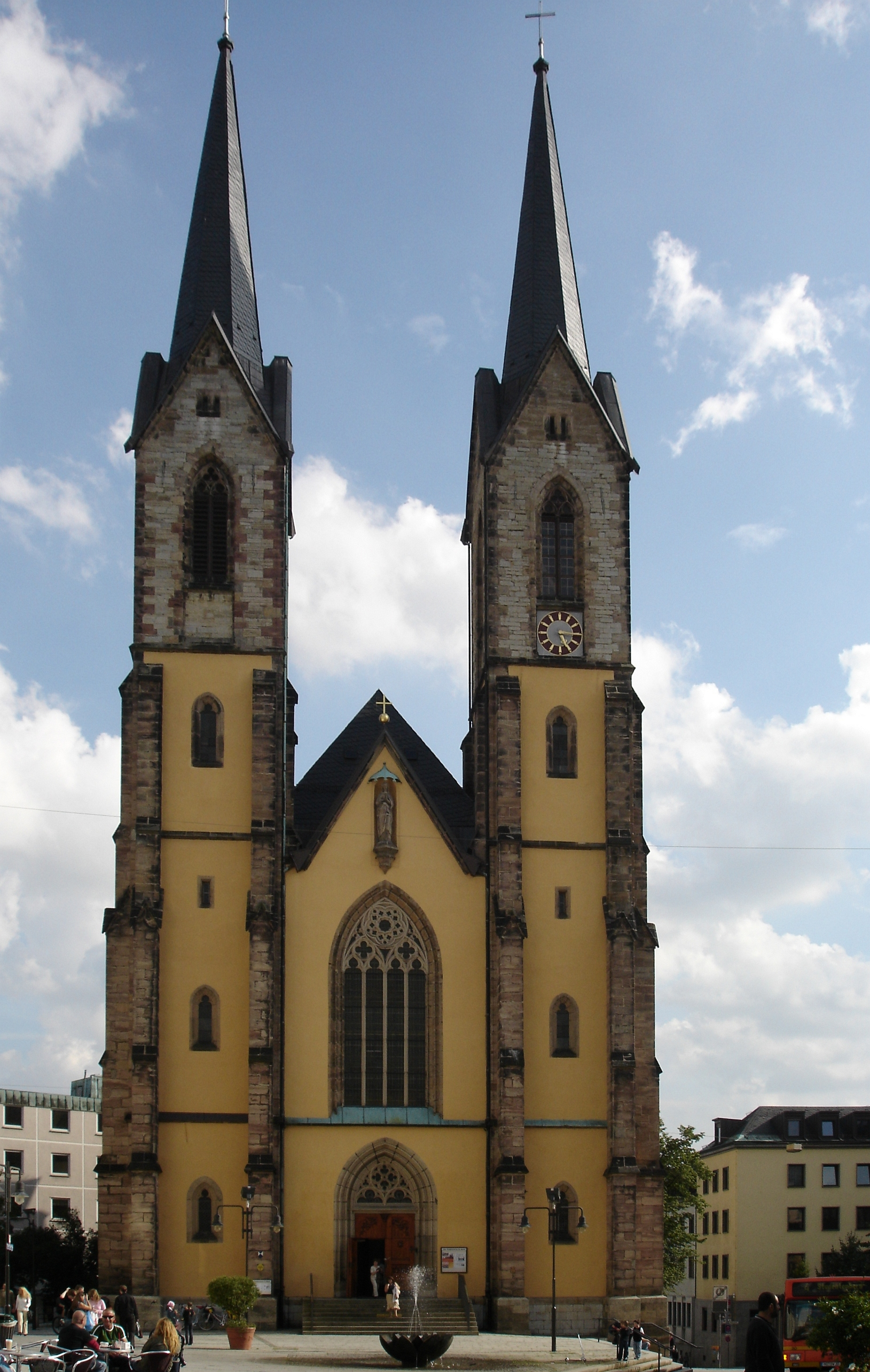
Die Kirche St. Marien in Hof

Die Bundesstraße 173 beginnt an der Anschlussstelle Lichtenfels als autobahnähnliche Straße; die A 73 biegt hier in Richtung Coburg-Suhl ab. An der Anschlussstelle Lichtenfels-West endet die bayerische Staatsstraße St 2197, die vor der innerdeutschen Grenzöffnung und vor dem vierstreifigen Neubau der autobahnähnlichen B 173, der heutigen A 73, als Bundesstraße 173 gewidmet war. An der Anschlussstelle Lichtenfels-Mitte beginnt die St 2203 in Richtung Kloster Langheim.
Nach der Anschlussstelle Lichtenfels-Ost endet der vierstreifige Ausbau; ein weiterer Ausbau bis Kronach wird seit den 1980er Jahren diskutiert und wurde bis auf die Ortsdurchfahrt Oberlangenstadt-Küps in den vordringlichen Bedarf des Bundesverkehrswegeplans 2030 aufgenommen und planfestgestellt. Bis Zettlitz teilen sich die Bundesstraße 173 und die B 289 dieselbe Trasse. Zwischen Hochstadt und Zettlitz kreuzt die Straße den Main. Ab Zettlitz, wo die St 2191 einmündet, verläuft die B 173 weitgehend parallel zur Rodach und führt über Redwitz an der Rodach mit Einmündung der St 2208, Küps mit Einmündung der St 2200 und Neuses nach Kronach. Auf diesem letzten Teilstück ist sie vierspurig ausgebaut. Dabei überquert sie sowohl die Rodach als auch die Haßlach.
In Kronach kreuzt sie die B 85 und vereinigt sich mit der B 303. Dort verlässt die St 2200 die Bundesstraße.
In Marktrodach zweigt die B 303 ab, und die B 173 passiert die Grenze zum Naturpark Frankenwald. Die Straße verläuft weiterhin parallel zur Rodach bis zum Ortsteil Remitzhof der Gemeinde Steinwiesen. Dort mündet die St 2207 ein und die B 173 folgt der Wilden Rodach bis Wallenfels. Über die westlichen Ortsteile nähert sich die Bundesstraße der Stadt Schwarzenbach am Wald, Bei der Ortsumfahrung kreuzt die Bundesstraße die St 2194 und in der Nähe auf 670 m Höhe kreuzt die B 173 die Wasserscheide Elbe-Rhein.
Bei Naila verlässt die B 173 den Naturpark Frankenwald und kreuzt die Staatsstraßen 2158 und 2195. Die B 173 tangiert Selbitz und  kreuzt kurz nach der erneuten Einmündung der St 2158 die A 9 und wenig später, nach Einmündung der St 2692, die A 72. Über Köditz führt die Straße schließlich nach Hof. In Hof mündet die St 2192 ein und verläuft kurzzeitig auf derselben Trasse wie die Bundesstraße. Nachdem die B 15 tangiert wurde und an der gleichen Stelle die B 2 einmündete, verlässt wenig später die St 2192 die gemeinsame Trasse.
Gemeinsam überqueren die beiden Bundesstraßen 2 und 173 die Saale und trennen sich danach. Die B 173 führt schließlich östlich aus der Stadt.
- Straßennamen in Hof:
  - Ernst-Reuter-Straße
  - Kulmbacher Straße
  - Schützenweg
  - Lessingstraße
  - Schleizer Straße
  - Plauener Straße

Sieben Kilometer nach Hof kreuzt die B 173 die Bundesautobahn 93. Der weitere Verlauf über Ullitz zur Landesgrenze zwischen Bayern und Sachsen wurde durch die A 93 und die A 72 ersetzt.

### Sachsen

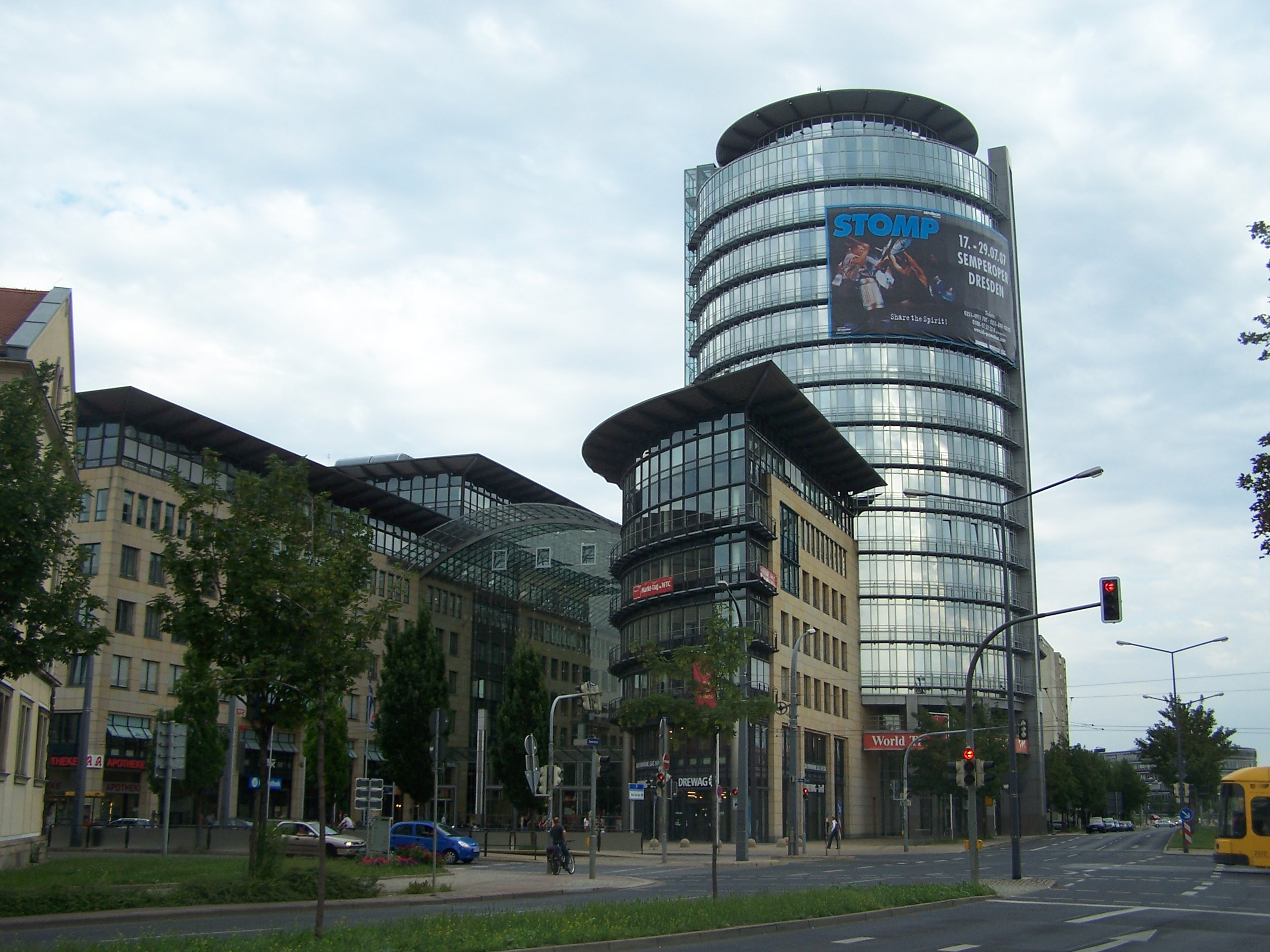
B 173 am World Trade Center Dresden

Die B 173 beginnt wieder an der Anschlussstelle Pirk der A 72, wo auch die S 311 einmündet. Über Weischlitz-Rosenberg und den Ortsteil Meßbach erreicht die Bundesstraße das Stadtgebiet der Stadt Plauen. In der Nähe des Unteren Bahnhofs kreuzt die B 173 die B 92 und überquert kurz nach der Alten Elsterbrücke ein zweites Mal die Weiße Elster.

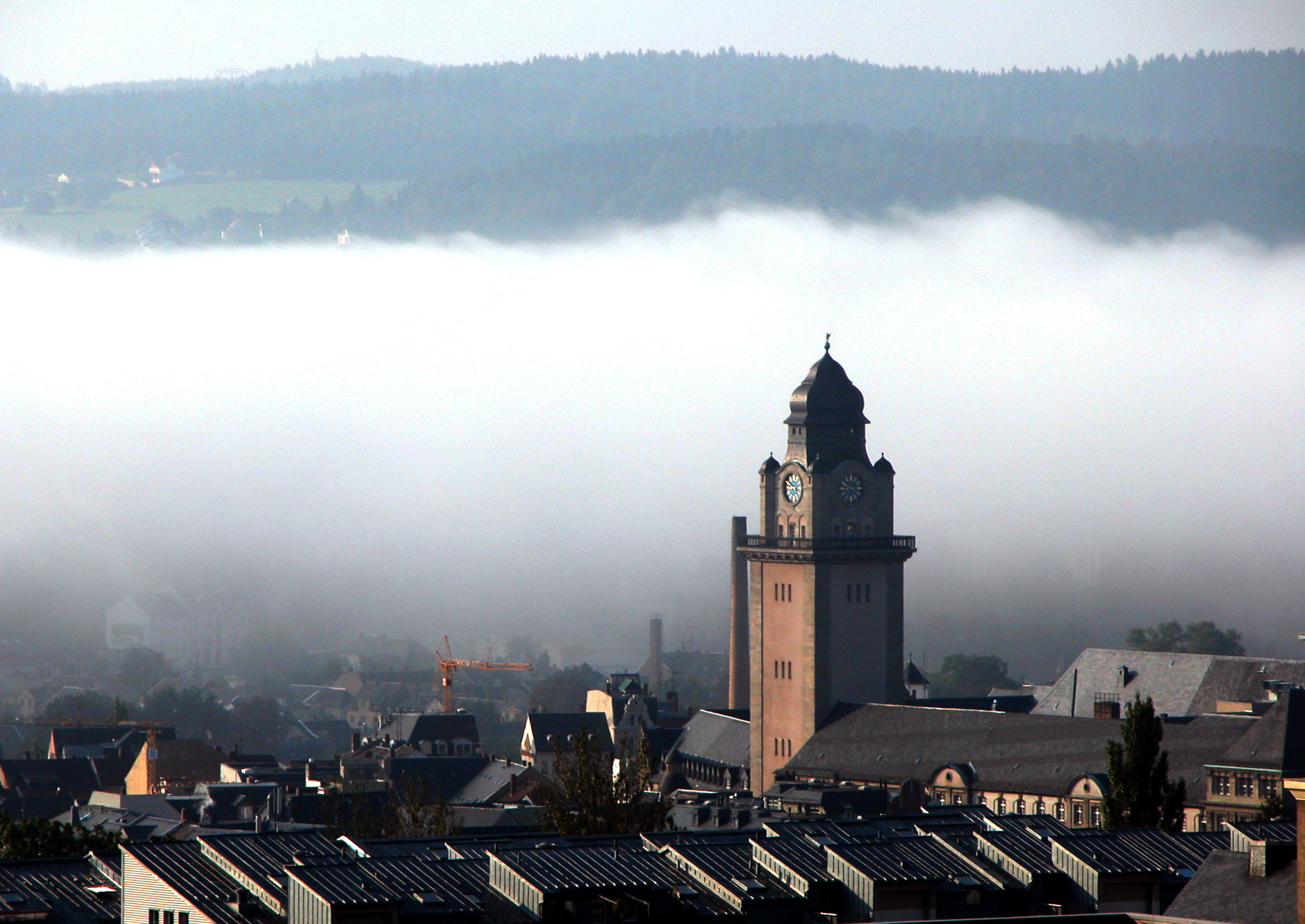
Blick auf den Rathausturm von Plauen

Kurz nach Einmündung der S 297 wird die Elster ein weiteres Mal passiert und die Straße verläuft dann in einem S-Bogen bis zur Anschlussstelle Plauen-Ost der A 72, wobei kurz vor der Autobahn noch die S 312 einmündet.
- Straßennamen in Plauen:
  - Hofer Landstraße
  - Hofer Straße
  - Reichenbacher Straße
  - Stresemannstraße
  - Hammerstraße
  - Dresdner Straße
  - Äußere Reichenbacher Straße

Die A 72 ersetzt die B 173 im weiteren Verlauf. Die alte Strecke verlief über die Talsperre Pöhl nach Netzschkau, Mylau und weiter bis Reichenbach. Hier beginnt der nächste Abschnitt der B 173 an der Kreuzung mit der B 94.
- Straßennamen in Reichenbach:
  - Friedenstraße
  - Cunsdorfer Straße
  - Zwickauer Straße

Die Staatsstraße 289 mündet an der Grenze zu Neumark von Südosten in die B 173. Nach der südlichen Umfahrung des Ortes verlässt die Staatsstraße an der Grenze des Vogtlandkreises die Bundesstraße nach Nordwesten. Der Ausbau S 289/S 61 ist als Maßnahme Westtrasse in Planung bzw. Ausführung und soll die Verbindung zur A 4 verbessern. In Schönfels mündet die S 282a in die Bundesstraße, die weiter nach Lichtentanne führt und dort die Pleiße überquert.

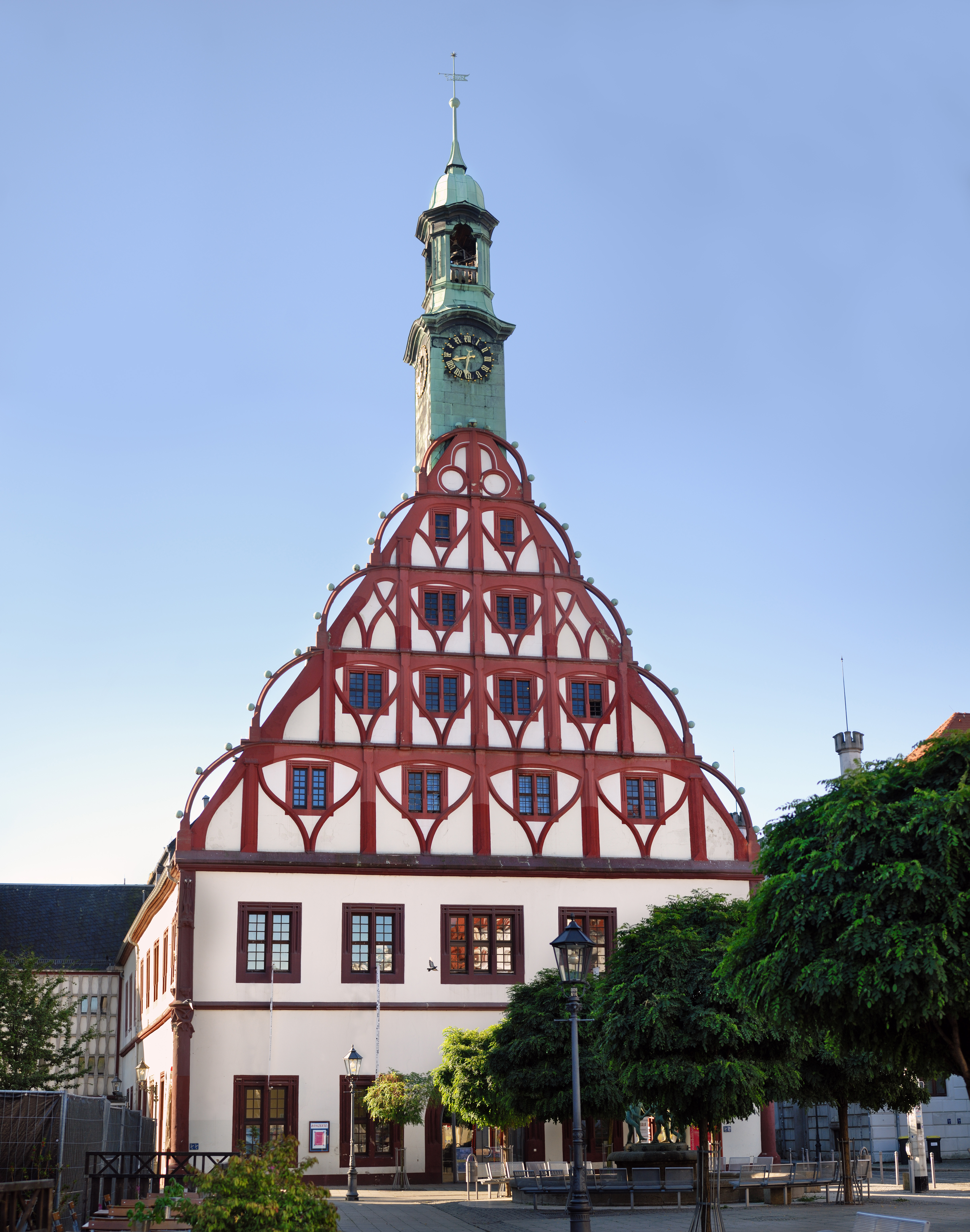
Theater Zwickau

Nach wenigen Kilometern erreicht die Straße das Zentrum von Zwickau. Dort tangiert sie die B 175 und kreuzt die B 93, kurz bevor sie die Zwickauer Mulde auf der Glück-Auf-Brücke überquert. Gleichfalls beginnt in Zwickau die Silberstraße, die von hier ihren Verlauf südlich durch das Erzgebirge nimmt und in Freiberg wieder auf die B 173 trifft.
- Straßennamen in Zwickau:
  - Reichenbacher Straße
  - Humboldtstraße
  - Doktor-Friedrichs-Ring
  - Glück-Auf-Brücke
  - Äußere Dresdner Straße

In ihrem weiteren Verlauf führt die B 173 an der Ostgrenze Zwickaus am Denkmal Colombstein vorbei und quert im Tal des Mülsenbachs die „längste Gemeinde Sachsens“, Mülsen, mit der Staatsstraße 286, umfährt auf einer nördlichen Umgehungsstraße Lichtenstein, kreuzt dabei die S 255, nimmt kurz vor Bernsdorf die S 256 auf und überquert kurz vor Gersdorf, an der Ortsgrenze zu Oberlungwitz die B 180. In unmittelbarer Nähe dieser Kreuzung befindet sich der Sachsenring. Bei ihrem Verlauf durch die Gemeinde Oberlungwitz mündet die S 242 ein und nach Verlassen der Ortslage führt die Bundesstraße östlich weiter bis an das Stadtgebiet von Chemnitz heran. In dessen Stadtteil Mittelbach wird die S 246 gekreuzt. In Chemnitz-Reichenbrand kreuzt die Bundesstraße die S 244, bevor sie im Stadtteil Siegmar die Anschlussstelle Chemnitz-Süd der A 72 erreicht.
Unweit dieser Anschlussstelle zweigt der Südring ab und wenig später, im Stadtteil Kapellenberg mündet die B 169 von Süden in die B 173. Gemeinsam kreuzen sie im Zentrum die B 95 und überqueren die Chemnitz. Kurz nach der Flussüberquerung münden die B 174 und etwas weiter die S 236 ein.

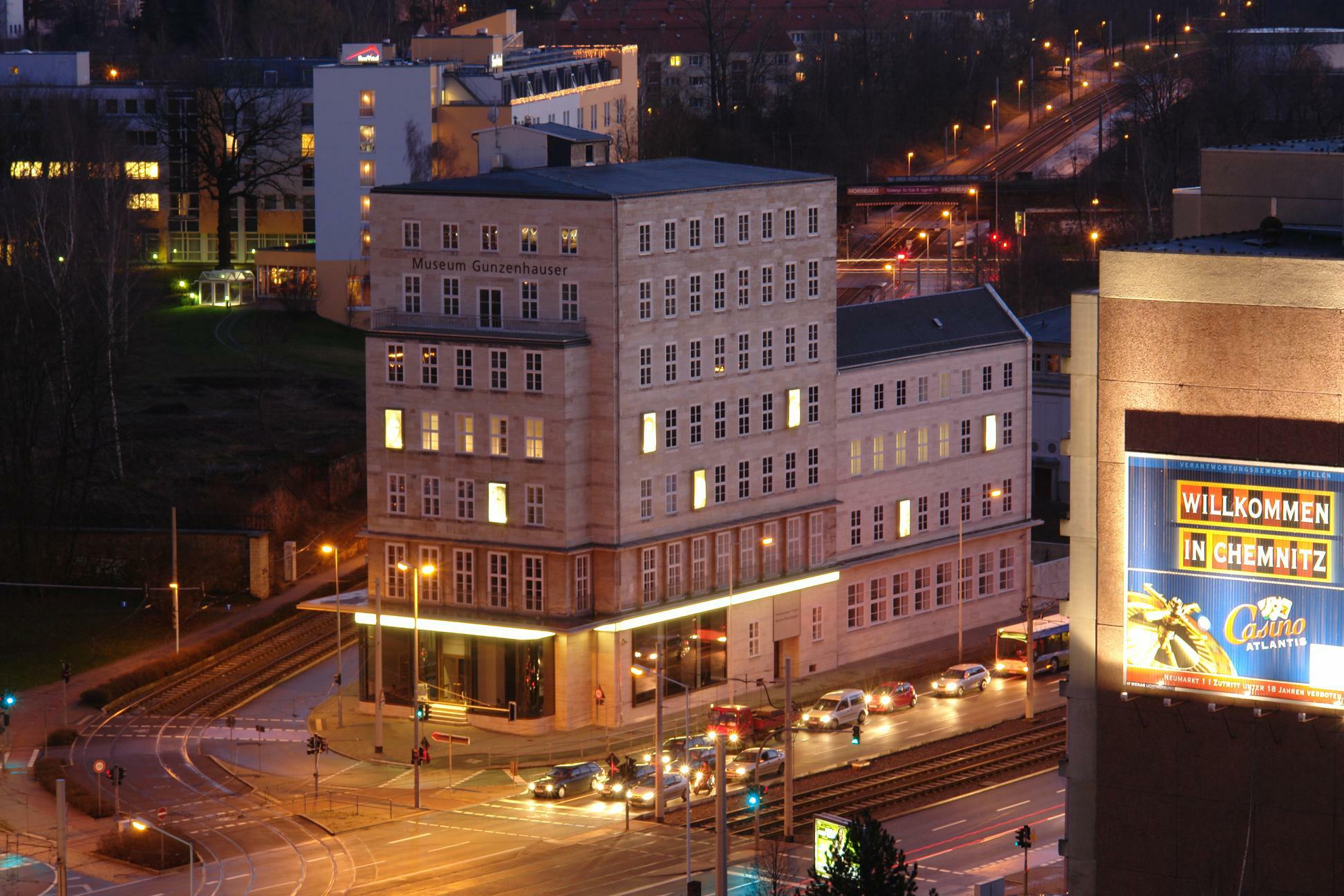
Museum Gunzenhauser an der B173 in Chemnitz

Wenig später, in der Nähe des Chemnitzer Hauptbahnhofs zweigt die B 107 ab. Im Stadtteil Hilbersdorf trennen sich die B 169 und die B 173, und die B 173 führt am Standort Dresdner Straße des Chemnitzer Klinikums vorbei in östlicher Richtung aus der Stadt.
- Straßennamen in Chemnitz:
  - Hofer Straße
  - Neefestraße
  - Kappler Drehe
  - Zwickauer Straße
  - Bahnhofstraße
  - Waisenstraße
  - Dresdner Straße

Als vierstreifige Straße erreicht die B 173 Niederwiesa. Hinter der Stadt verengt sich die Straße auf zwei Spuren, überquert die Zschopau und nimmt kurz darauf die B 180 aus Nordwesten auf. Im Stadtgebiet von Flöha trennen sich die beiden Bundesstraßen, und die B 173 führt parallel zur Flöha Richtung Osten aus der Stadt. Seit 6. Oktober 2008 wird eine Umgehungsstraße in Flöha gebaut, die die Stadt vom Durchgangsverkehr entlasten soll. In Falkenau mündet die S 237 ein und wenig später erreicht die Bundesstraße Oederan.
Über Oberschöna führt die Straße weiter nach Freiberg. Bei der südlichen Umfahrung der Altstadt wird die B 101 gekreuzt.
- Straßennamen in Freiberg:
  - Chemnitzer Straße
  - Bebelplatz
  - Schillerstraße
  - Hornstraße
  - Dresdner Straße.

Am Rand des Stadtteils Halsbach mündet die S 190 ein und im Zentrum des Stadtteils wird die Freiberger Mulde überquert. Am westlichen Rand von Naundorf überquert die Bundesstraße die Bobritzsch und kurz darauf münden die S 208 und die S 194 ein. Der Streckenabschnitt Freiberg–Bobritzsch ist Teil der Silberstraße. Die B 173 wendet sich nach Norden, Richtung Niederschöna und nach Durchfahrung des Ortes führt die Bundesstraße nordöstlich aus dem Landkreis Mittelsachsen und erreicht den Landkreis Sächsische Schweiz-Osterzgebirge. Im Wilsdruffer Ortsteil Mohorn mündet die S 195 ein. Zwischen Mohorn und Herzogswalde wird die Triebisch überquert. Weiter östlich im Ortsteil Grumbach kreuzt die Straße die S 192 und führt weiter Richtung Kesselsdorf, wo die S 36 ein kurzes Stück dieselbe Trasse nutzt. Seit dem 5. Juni 2011 wird Kesselsdorf auf einer Ortsumgehung umfahren.
An der Stadtgrenze von Dresden erreicht die B 173 die Bundesautobahn 17 mit der Anschlussstelle Dresden-Gorbitz. Die Straße führt vierstreifig durch die Stadtteile Gompitz, Gorbitz und Löbtau. Dort führt sie zunächst beidseitig der Weißeritz nach Süden, ehe sie kurz nach der Einmündung der S 194, den Fluss endgültig überquert und weiter nach Südosten führt. In der Südvorstadt schlägt sie an der Einmündung der S 172 einen Haken nach Nordosten um wenig später in einem Bogen am Rande der Wilsdruffer Vorstadt zur Elbe zuzulaufen. Kurz vor der Überquerung des Flusses auf der Marienbrücke geht die B 173 in die B 6 über.
- Straßennamen in Dresden:
  - Coventrystraße
  - Bramschtunnel
  - Fröbelstraße
  - Emerich-Ambros-Ufer
  - Löbtauer Brücke
  - Nossener Brücke
  - Budapester Straße
  - Ammonstraße
  - Könneritzstraße

## Weiterer Ausbau
Es gibt Bemühungen um einen mittelfristigen Ausbau der B 173 auf vier Fahrstreifen im Abschnitt Lichtenfels – Kronach.
Im Bereich Reichenbach/Vogtland wird im Rahmen des Baus der Westtrasse eine kürzere Verbindung von der A 72 zur A 4 geschaffen. Der Bau der Ortsumgehung schafft somit eine direkte Verbindung zwischen der B 94 und der B 173.

## Ausbauzustand
Der Ausbauzustand der B 173 gliedert sich wie folgt:
| Abschnitt                                                    | Streifen | Trennstreifen | Bemerkung                                   |
| ------------------------------------------------------------ | -------- | ------------- | ------------------------------------------- |
| AS Lichtenfels – AS Lichtenfels-Ost                          | 4        | ja            | autobahnähnlich                             |
| AS Lichtenfels-Ost – Neuses Süd                              | 2        | nein          |                                             |
| Neuses Süd – Kronach Südbrücke                               | 4        | ja            | autobahnähnlich                             |
| Kronach Südbrücke – Marktrodach                              | 2        | nein          |                                             |
| Marktrodach – Zeyern                                         | 2+1      | nein          | zwei Fahrspuren Richtung Hof                |
| Zeyern – Zwickau-Maxhütte                                    | 2        | nein          |                                             |
| Zwickau-Maxhütte – Zwickau-Neuplanitzer Straße               | 4        | ja            | städtisch                                   |
| Zwickau-Neuplanitzer Straße – Zwickau-Äußere Dresdner Straße | 4        | nein          | städtisch                                   |
| Zwickau-Äußere Dresdner Straße – S 244 Chemnitz-Siegmar      | 2        | nein          |                                             |
| S 244 Chemnitz-Siegmar – Chemnitz-Goethestraße               | 4        | ja            | städtisch                                   |
| Chemnitz-Goethestraße – S 236 Chemnitz-Zentrum               | 6        | ja            | städtisch                                   |
| S 236 Chemnitz-Zentrum – Chemnitz-Hilbersdorf                | 4        | nein          | städtisch                                   |
| Chemnitz-Hilbersdorf – Stadtgrenze Chemnitz                  | 2        | nein          |                                             |
| Stadtgrenze Chemnitz – K 7703 Niederwiesa                    | 4        | ja            | autobahnähnlich, jedoch nicht kreuzungsfrei |
| K 7703 Niederwiesa – S 36 Kesselsdorf                        | 2        | nein          |                                             |
| S 36 Kesselsdorf – Dresden-Pennrich                          | 4        | ja            | autobahnähnlich, jedoch nicht kreuzungsfrei |
| Dresden-Pennrich – Dresden-Innere Altstadt                   | 4        | ja            | städtisch                                   |